# Lasiopogon debilis
Lasiopogon debilis là một loài thực vật có hoa trong họ Cúc. Loài này được (Thunb.) Hilliard mô tả khoa học đầu tiên năm 1981.